# 高蒙州电影院

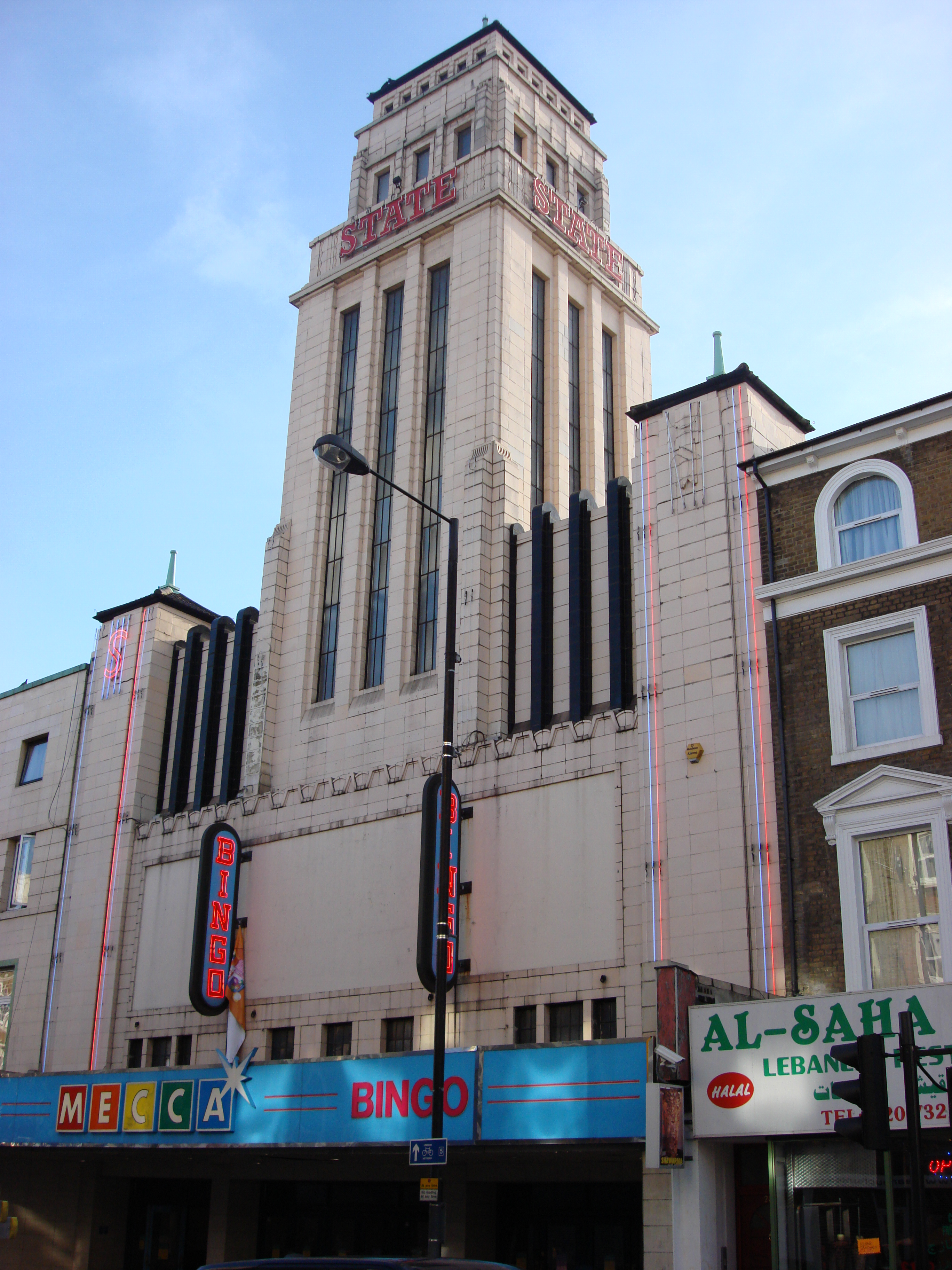

高蒙州电影院（Gaumont State Cinema）是一家装饰风艺术（Art Deco）剧院，位于伦敦西北部的基尔伯恩区（Kilburn），列为II级登录建筑。

## 建筑
高蒙州电影院于1937年开业，由乔治·科尔斯（George Coles）设计，委托菲利普（Phillip）和西德·海姆斯（Sid Hyams）建造。高蒙州电影院是欧洲最大的礼堂之一，可容纳4,004人就座。名称中的“州”据说来自于巨大的120英尺（37） 塔楼，灵感来自纽约帝国大厦。 电影院的外观采用装饰风艺术的意大利文艺复兴风格设计，覆盖着乳白色的瓷砖。塔楼以1930年代纽约摩天大楼的风格设计，在数英里外就可以看到，并书写大红色霓虹灯字母 "STATE" 。室内设计采用当时电影院的奢华风格，包括今天英国最大的功能齐全的沃立舍（Wurlitzer）管风琴。它也是少数保留在原始位置的电影院风琴之一。。

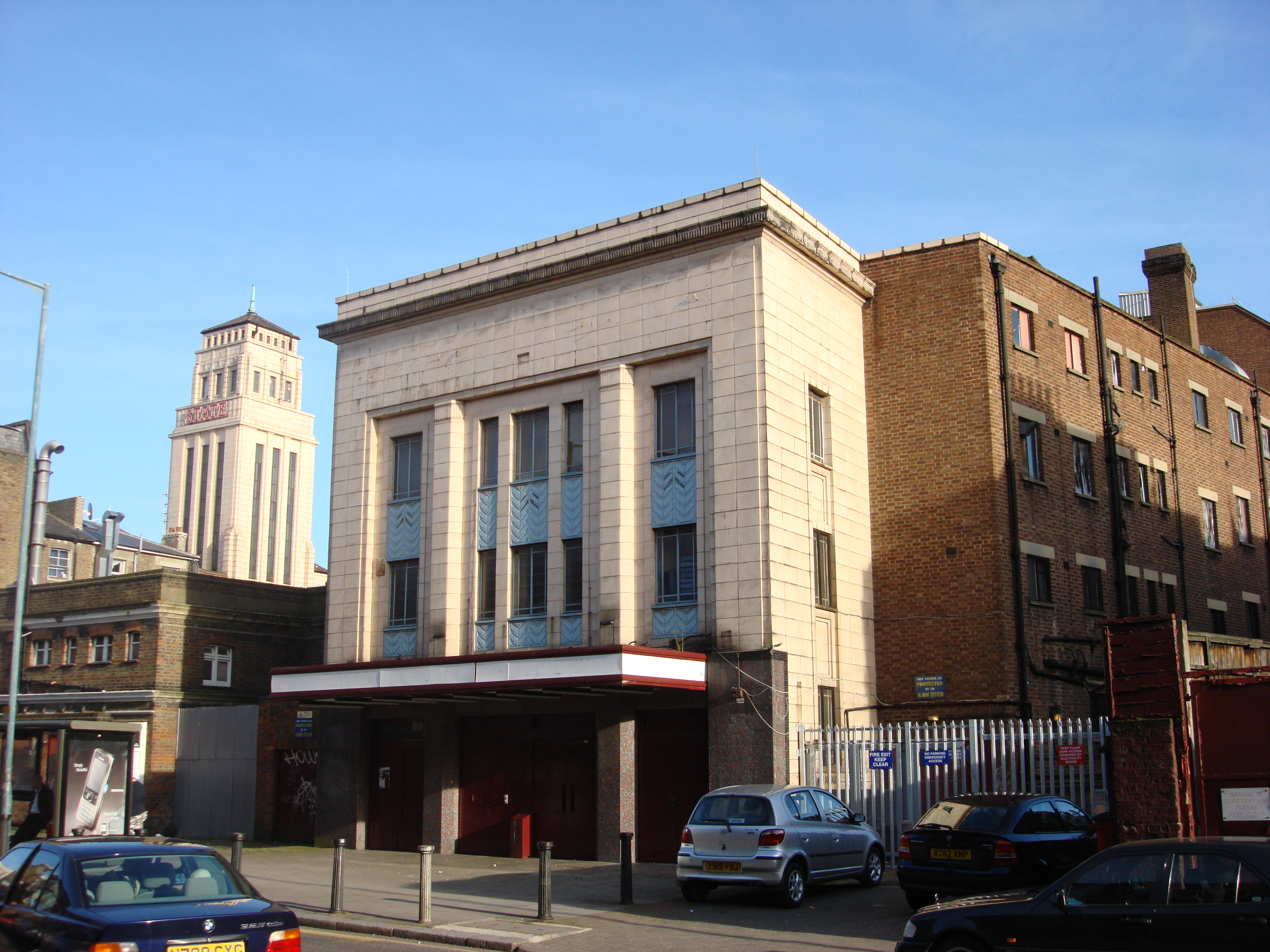